# Victor Cavallo

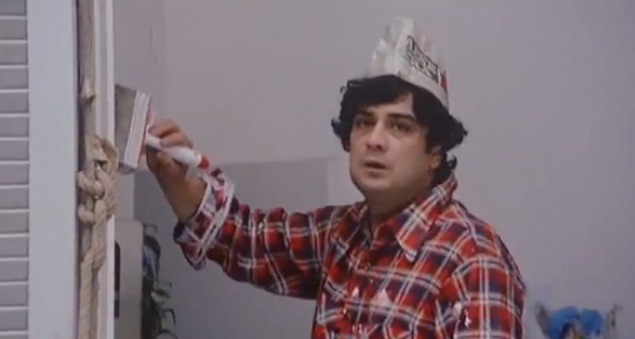
Victor Cavallo (1982) im Film W la foca

Victor Cavallo (eigentlich Vittorio Vitolo; * 8. Mai 1947 in Rom; † 22. Januar 2000 ebenda) war ein italienischer Schauspieler.

## Leben
Cavallo versuchte sich zunächst als Poet, fand jedoch keinen Verlag. 1974 debütierte er als Schauspieler in L'uomo di Babilonia unter Regisseur Giuliano Vasilicò. Es folgten Engagements beim Cabaret und für weitere Bühnenwerke, bei denen er auch mit Memè Perlini zusammenarbeitete, der ihm  eine erste Kinorolle in seinem Grand Hôtel des Palmes (1978) gab. 1981 verpflichtete ihn Bernardo Bertolucci für die Rolle des an einer Entführung beteiligten Arbeiterpriesters Adelfo in seinem Die Tragödie eines lächerlichen Mannes. Im jungen italienischen Kino des Jahrzehnts entwickelte sich der kleine und stämmige Cavallo, der mit intensivem Blick und deutlichen Gesten sein Spiel unterstrich, zu einer festen Größe. Ab den 1990er Jahren wurde er mehr und mehr in Nebenrollen eingesetzt. Bemerkenswert sind auch seine mehrfachen Kooperationen mit Regisseurin Francesca Archibugi.
Cavallo starb nach mehreren schweren Krankheiten 2000 an einer Leberzirrhose.

## Filmografie (Auswahl)
- 1978: Grand Hôtel des Palmes
- 1981: Die Tragödie eines lächerlichen Mannes (La tragedia di un uomo ridicolo)
- 1988: Dial: Help (Minaccia d'amore)
- 1990: Am Ende des Tages (Verso sera)
- 1993: Der große Kürbis (Il grande cocomero)
- 1994: Der imaginäre Freund (L'amico immaginario)
- 2001: Giravolte – Freewheeling in Roma (Giravolte)